# Cecile Jospé
Cecile Jospé, eigentlich Cecil Weiner, (* 15. August 1928 in New Jersey; † 17. Mai 2004 in London) war eine englische Malerin und Fotografin US-amerikanischer Herkunft.

## Leben
Jospé studierte Kunst und Kunstgeschichte am Radcliffe College (Harvard University). Nach ihrem erfolgreichen Abschluss ließ sie sich in New York nieder, später ging sie nach Brüssel. Dort lernte sie Roger Jospé kennen und heiratete ihn; mit ihm hatte sie drei Kinder. 
1973 ging Jospé zusammen mit ihrer Familie nach London und gründete auch ein kleines Atelier. Später berief man sie als Dozentin für Photographie an die Polytechnic of Central London. Daneben war sie auch künstlerisch tätig und konnte 1983 – wie auch 1985 – eine beeindruckende Ausstellung ihrer Photographien in der „Photographers' Gallery zeigen“ (Great Newport Street). 
Zugunsten der Malerei stellte Jospé die Photographie als künstlerisches Ausdrucksmittel dann aber zurück und wurde 2001 als Mitglied in die Royal Watercolour Society (RWS) in London aufgenommen. 
Kurz vor ihrem 76. Geburtstag starb Cecil Jospé am 17. Mai 2004 an ihrer Krebserkrankung. 